# 엔클로니
엔클로니(ENCLONY Co. Ltd.)는 정제 및 캡슐 외관 검사기를 만드는 대한민국의 기업이다. 제약 외관 검사 및 인쇄 겸용 자동화 장비를 수출한다.

## 역사
2013년 이경호 대표와 김병인 연구소장이 설립하였다. 2022년 신한투자증권과 IPO 주관계약을 체결하고 코스닥 상장을 추진하고 있다

## 참고문헌
1. ↑  현정인, 엔클로니 "화이자에 제약 자동 선별 및 인쇄 장비 공급", 히트뉴스, 2023년 9월 5일
2. ↑  바이오 전문 VC가 찜한 '엔클로니', 내년 상장 추진
3. ↑  박도영, 엔클로니, 화이자에 제약 자동 선별 및 인쇄 장비 공급, 메디게이트 뉴스, 2023년 9월 5일